# 타카하시 아유미
타카하시 아유미(일본어: 高橋 亜由美, AYUMI TAKAHASHI, 1987년 8월 18일~)는 일본의 배우이다.